# 那腊勃底西都
那腊勃底西都（發音：[nəɹa̰pətḭ sìðù]，1150年—1211年），旧译那羅波帝悉都，又譯拿那拔地薛胡，也稱悉都二世，緬甸蒲甘王朝君主，他於1174年至1211年統治緬甸。那羅波帝悉都是那腊都的兒子，明因那拉登卡的兄弟。
那腊勃底西都的妻子毗羅伐帝被其王兄明因那拉登卡用計強娶，那腊勃底西都派了手下大將翁斯伐與80名武士刺殺了明因那拉登卡。隨後，那腊勃底西都即位為王。那腊勃底西都曾允諾翁斯伐，事成之後會將明因那拉登卡的妃子擇一許配給他。然而那腊勃底西都在兄嫂的哭訴下食言了，翁斯伐怒啐後被殺，他死後成為緬甸神靈翁斯伐摩夷。
那腊勃底西都在位期間，國師善般他求自錫蘭返回，不久後去世。接替國師職位的是孟族僧侶善烏多羅耆婆，善烏多羅耆婆與弟子善車波多（Shin Chapata）師從錫蘭摩訶毗訶羅僧派。與善阿羅漢的傳承不同，善烏多羅耆婆傳承的僧派被稱為「後宗」，善阿羅漢的為「前宗」。兩個世紀後，前宗消亡，後宗成為緬甸上座部佛教的主流僧派。
《大史》記載在1180年，錫蘭王曾出師劫掠緬甸，緬甸史書則無相關記載。那腊勃底西都廣建佛寺，比較知名的有喬忉波陵寺、蘇羅摩尼寺。他也重視農業，於皎施、瑞波等地修築了灌溉工事。那腊勃底西都晚年手部患有疽瘡，幼子梯罗明罗的母親隨侍在側，細心照料親吮膿瘡，醯路彌路因此被立為王儲。

## 圖片

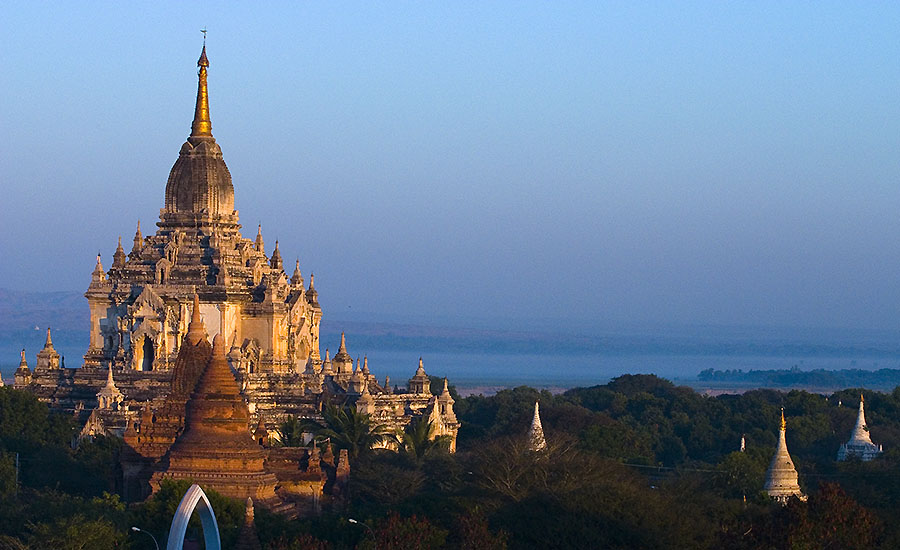
喬忉波陵寺（英语：Gawdawpalin Temple）
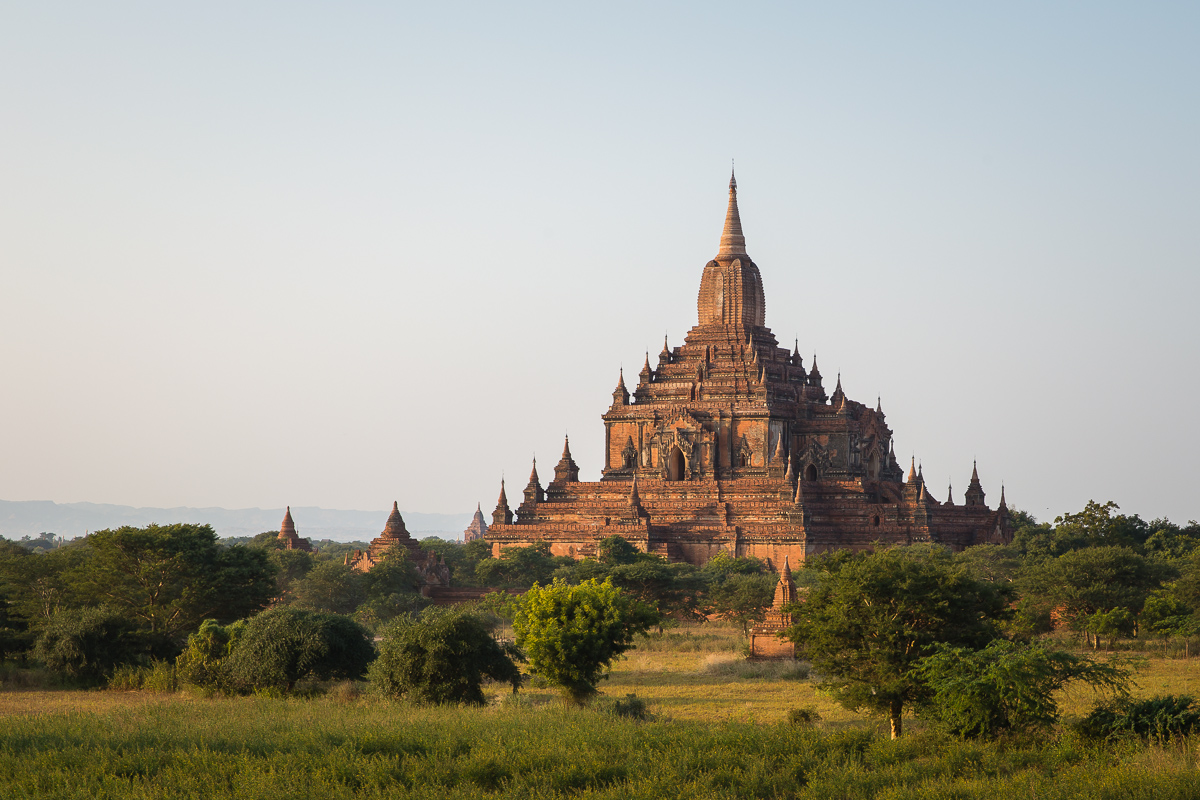
蘇羅摩尼寺（英语：Sulamani Temple）